# Gęsina (mięso)

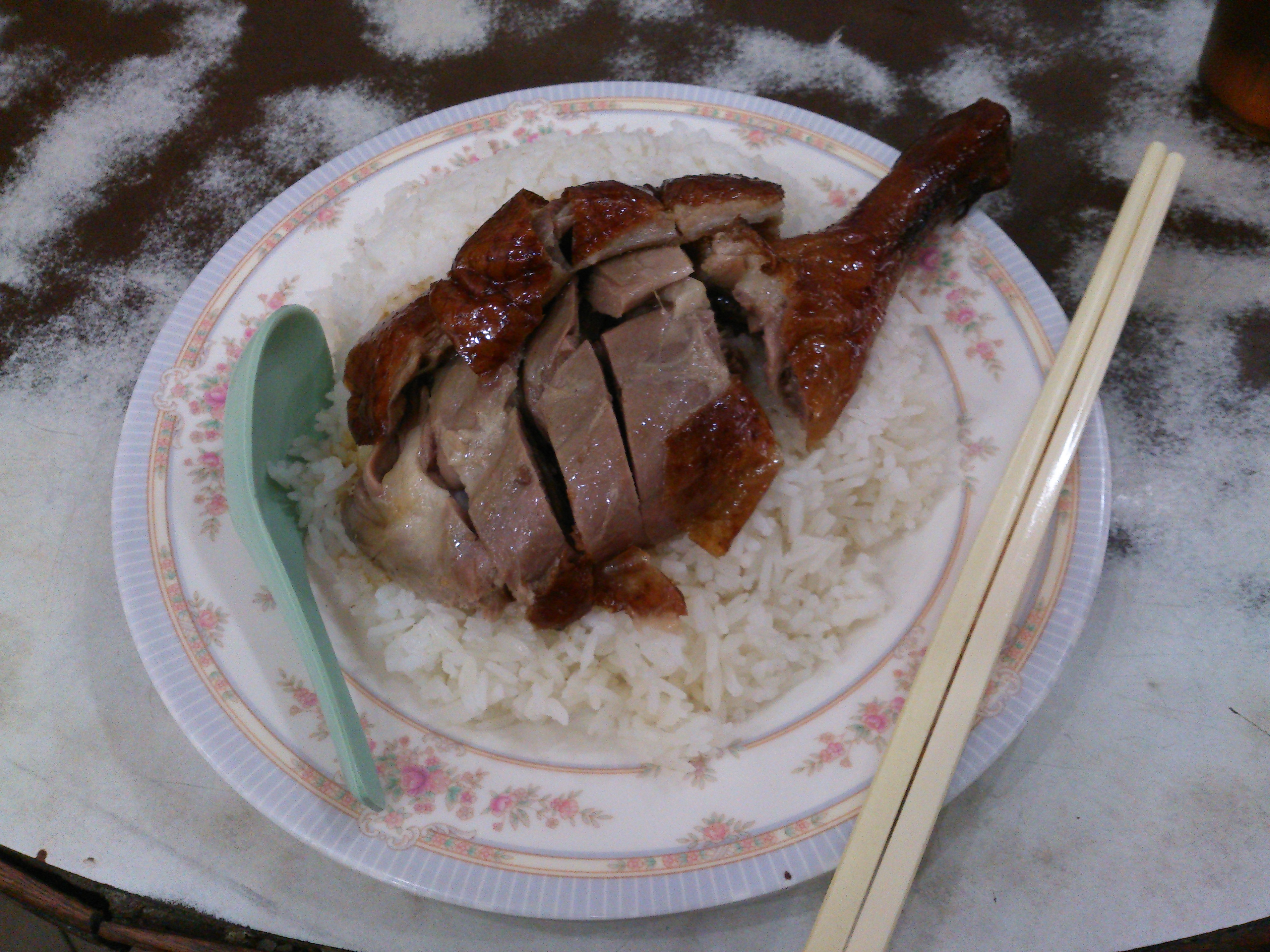
Pieczone udko gęsie z ryżem (Hongkong)

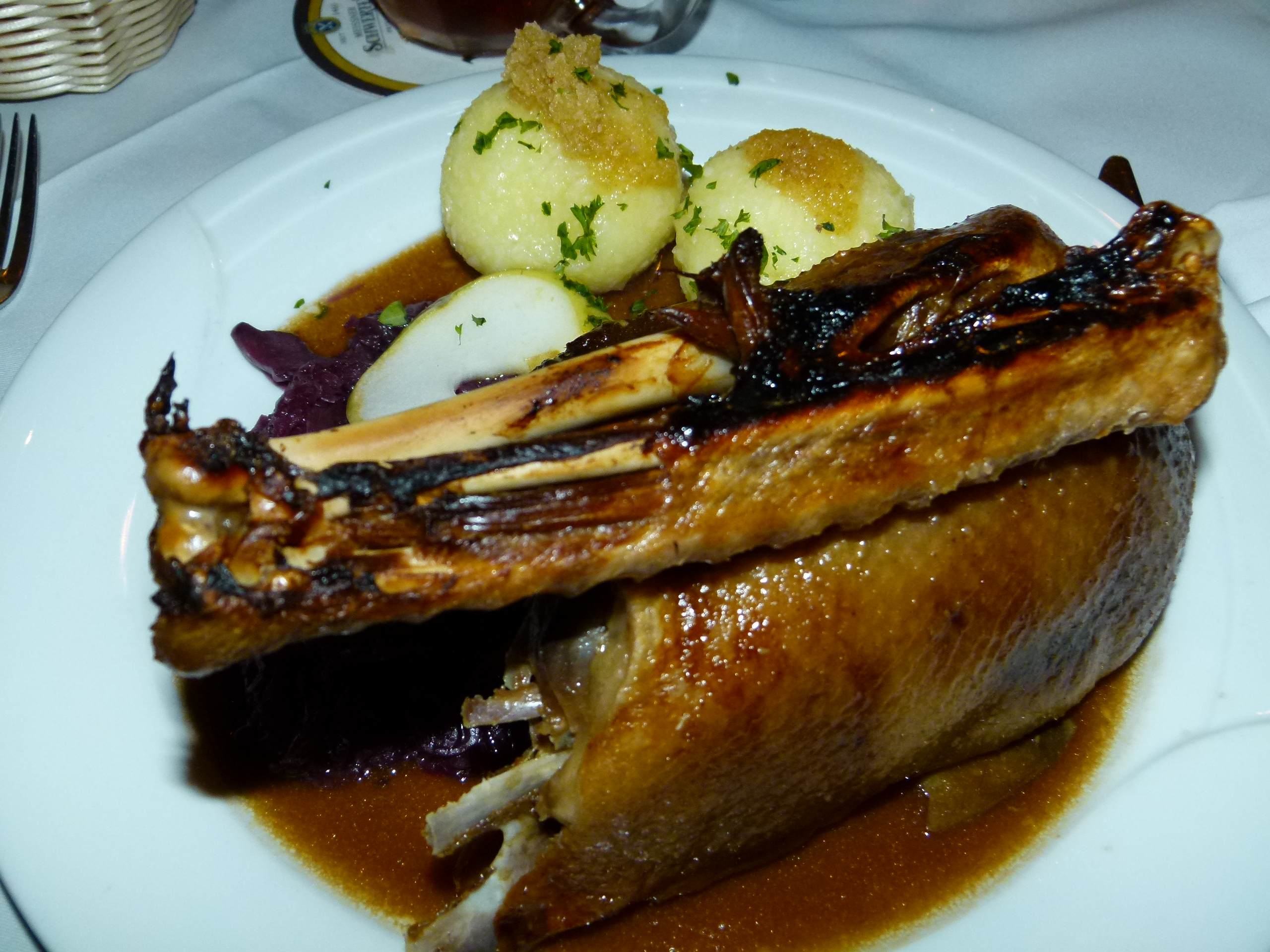
Pierś gęsia z modrą kapustą w Turyngii

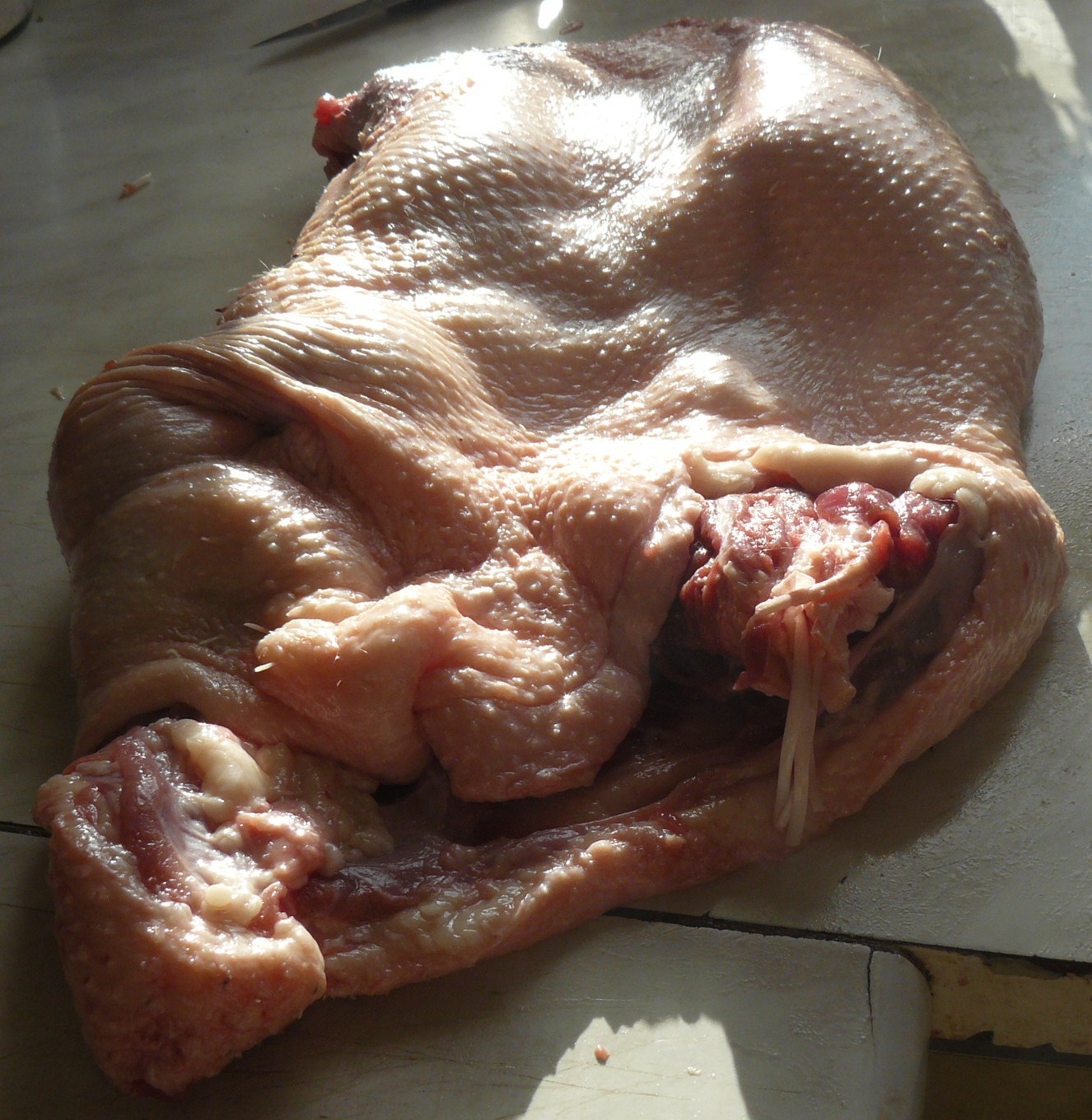
Trybowanie (pozbawianie kości) gęsi przed pieczeniem (Poznań)

Gęsina – mięso gęsi domowej.

## Charakterystyka
Mięso gęsi jest stosunkowo chude – zawiera około 3-6% tłuszczu, a także dużą ilość nienasyconych kwasów tłuszczowych, w tym omega 3 i omega 6 i witamin: A, z grup B i E, pełnowartościowego białka, jak również składników mineralnych: żelaza, fosforu, magnezu i cynku. Z uwagi na powyższe mięso gęsi uznawane bywa za dietetyczne, zwłaszcza dla osób odchudzających się. Posiada ponadto charakter afrodyzjakalny. Z uwagi na sposób chowu gęsi (w znakomitej większości wolny wybieg na świeżym powietrzu) gęsina uznawana jest za produkt ekologiczny. Podstawą wyżywienia gęsi są głównie pasze naturalne.

## Podział
Mięso i podroby gęsi dzielą się na następujące części:
- szyja (niewielka ilość mięsa, przydatna na zupy, wywary, galarety i potrawki),
- tuszka (delikatny, lekko słodkawy smak, najczęściej serwowana jako pieczona lub smażona, nadziewana jabłkami, śliwkami, ziołami i grzybami; okazy starsze najczęściej moczy się w marynatach z oliwy lub wina),
- skrzydło (mięso miękkie i soczyste, okryte cienką skórą, nadające się do smażenia w panierce, przygotowywania zup i pieczenia w piekarniku; stanowi bazę do przekąsek),
- udko (delikatny smak i intensywnie mięsny zapach; samo mięso jest dość twarde, ale zachowuje soczystość, nadając się zarówno do pieczenia, smażenia i duszenia, jak również do przyrządzania zup, wywarów, bulionów, czy potrawek; wędzone nadaje się na przekąskę),
- pierś (mięso lekko twarde o ciemnoróżowym kolorze i średnim przeroście tłuszczu, wymaga odpowiedniego przygotowania, celem zmiękczenia; można ją piec, smażyć, dusić i wędzić, przy czym nie wymaga zbyt dużej ilości przypraw; nadaje się do dań z ziemniakami, ryżem, fasolką i ciemnymi sosami, np. śliwkowym, grzybowym, jałowcowym lub wiśniowym),
- serce (ciemnoczerwony, prawie brązowy kolor; nadaje się głównie do duszenia lub smażenia, a po zmieleniu stanowi bazę dla farszów, gulaszy i gęstych sosów, a także dodatek do rolad, pasztetów, kaszanek i kiełbas),
- żołądek (mięso sprężyste, lekko twarde i zwarte, przydatne do przyrządzania potraw duszonych i gotowanych, serwowanych z ryżem i makaronem, a także z ziemniakami, a po zmieleniu przydatne do kotletów, farszów i garmażerki),
- wątroba (mięso krwistoczerwone, soczyste i zbite z bardzo charakterystycznym zapachem gęsiego tłuszczu, wykorzystywane do duszenia, smażenia, a także grillowania (ruszt, patelnia); szeroko wykorzystywana w wędliniarstwie do wyrobu pasztetów, kiszek i kaszanek)[1].